# Ösmaren
Ösmaren är en sjö i Norrtälje kommun i Uppland och ingår i Skeboån-Broströmmens kustområde. Sjön har en area på 1,47 kvadratkilometer och ligger 5,1 meter över havet.

## Delavrinningsområde
Ösmaren ingår i det delavrinningsområde (664200-166789) som SMHI kallar för Utloppet av Ösmaren. Medelhöjden är 23 meter över havet och ytan är 18,32 kvadratkilometer. Det finns inga avrinningsområden uppströms utan avrinningsområdet är högsta punkten. Avrinningsområdets utflöde mynnar i havet. Avrinningsområdet består mestadels av skog (58 procent) och jordbruk (21 procent). Avrinningsområdet har 1,67 kvadratkilometer vattenytor vilket ger det en sjöprocent på 9,1 procent.